# 蒋巨峰
蔣巨峰（1948年10月—），男性，浙江诸暨人，中华人民共和国政治人物。1981年7月參加工作，1982年7月加入中國共產黨，復旦大學經濟系政治經濟學專業畢業，大學學歷。他是第十二届全国人民代表大会环境与资源保护委员会副主任委员、四川省委省政府决策咨询委员会名誉主任。

## 从政履历
1975年9月至1978年10月任浙江省諸暨縣浦鎮業餘教育輔導員、電影放映員、陳蔡區文教辦幹部。1978年10月至1982年7月在復旦大學經濟系政治經濟學專業學習。1982年7月至1983年9月任杭州大学經濟系教師、工會副主席。1983年9月至1984年2月任中共浙江省諸暨縣委宣傳部幹部。1984年2月至1984年6月任中共浙江省諸暨縣委辦公室副主任。1984年6月至1985年1月任中共浙江省諸暨縣委宣傳部副部長。1985年1月至1987年2月任浙江省諸暨縣副縣長兼計經委主任（其間：1986年5月至1987年2月兼浙江省紹興市人民政府副秘書長）。
1987年2月至1989年6月任中共浙江省諸暨縣委書記。1989年6月至1990年8月任中共浙江省委辦公廳幹部。1990年8月至1993年4月任中共浙江省委辦公廳副主任（其間：1991年4月至7月在中共中央黨校進修二班學習）。1993年4月至1994年1月任中共浙江省委政策研究室主任。1994年1月至1998年6月任中共浙江省委副秘書長、省委政策研究室主任、省政府发展研究中心主任（其間：1996年9月至1997年7月在中共中央黨校培訓部中青班學習）。1998年6月至2000年4月任中共温州市委書記。2000年4月至2002年3月任中共浙江省委常委、溫州市委書記。2002年3月至2002年4月任中共四川省委副書記。2002年4月至2007年1月任中共四川省委副書記、四川省人民政府常务副省長。2007年1月至2013年1月5日任中共四川省委副書記、四川省代省長、省長。中共第十七屆中央委員。2013年1月5日，辞去四川省长职务。2013年1月5日至4月17日，任四川省委副书记，排名在省长魏宏之上。2013年3月，任第十二届全国人民代表大会环境与资源保护委员会副主任委员。2013年9月2日蒋巨峰任省委、省政府决策咨询委员会名誉主任。